# Sistema Rio Claro
O Sistema Rio Claro é um dos sistemas administrados pela SABESP, destinados ao tratamento e distribuição de água para a Grande São Paulo.

## Características
Inaugurado em 1939, o sistema está localizado nos municípios de Biritiba Mirim e Salesópolis, 70 km a leste da cidade de São Paulo, numa Área de Proteção a Mananciais de propriedade da Sabesp, possuindo água de excelente qualidade. 
O sistema é composto pelo Represa Ribeirão do Campo e pela Estação de Tratamento de Água Casa Grande, recebendo também água proveniente da transposição do Rio Guaratuba.
Na ETA Casa Grande, situada em Biritiba Mirim, são tratados 4 mil litros de água por segundo para atender parte da zona leste de São Paulo e o município de Santo André.